# Châsse de saint Remi
La châsse de saint Remi de Reims est un reliquaire monumental en bronze doré et émaillé, réalisé en 1896 pour le 14e centenaire du baptême de Clovis.
Elle abrite les reliques de saint Remi, évêque de Reims (459-462 jusqu'à sa mort) qui baptisa Clovis un soir de Noël entre l'an 496 et 509.
L’actuelle châsse est la cinquième connue.

## Enjeux de la châsse de saint Remi
La châsse de saint Remi est un objet d'une grande importance religieuse et historique.
Elle est un symbole de la vénération de saint Remi et du rôle important qu'il a joué dans l'histoire de la France.
En effet, le saint est considéré comme l'apôtre des Francs. Elle était régulièrement utilisée pour des processions religieuses en vue d’éloigner les épidémies ou représentée pour les corporations sur leurs médailles.
Elle est également un témoin de l'art et de la technique orfèvre du XIXe siècle.

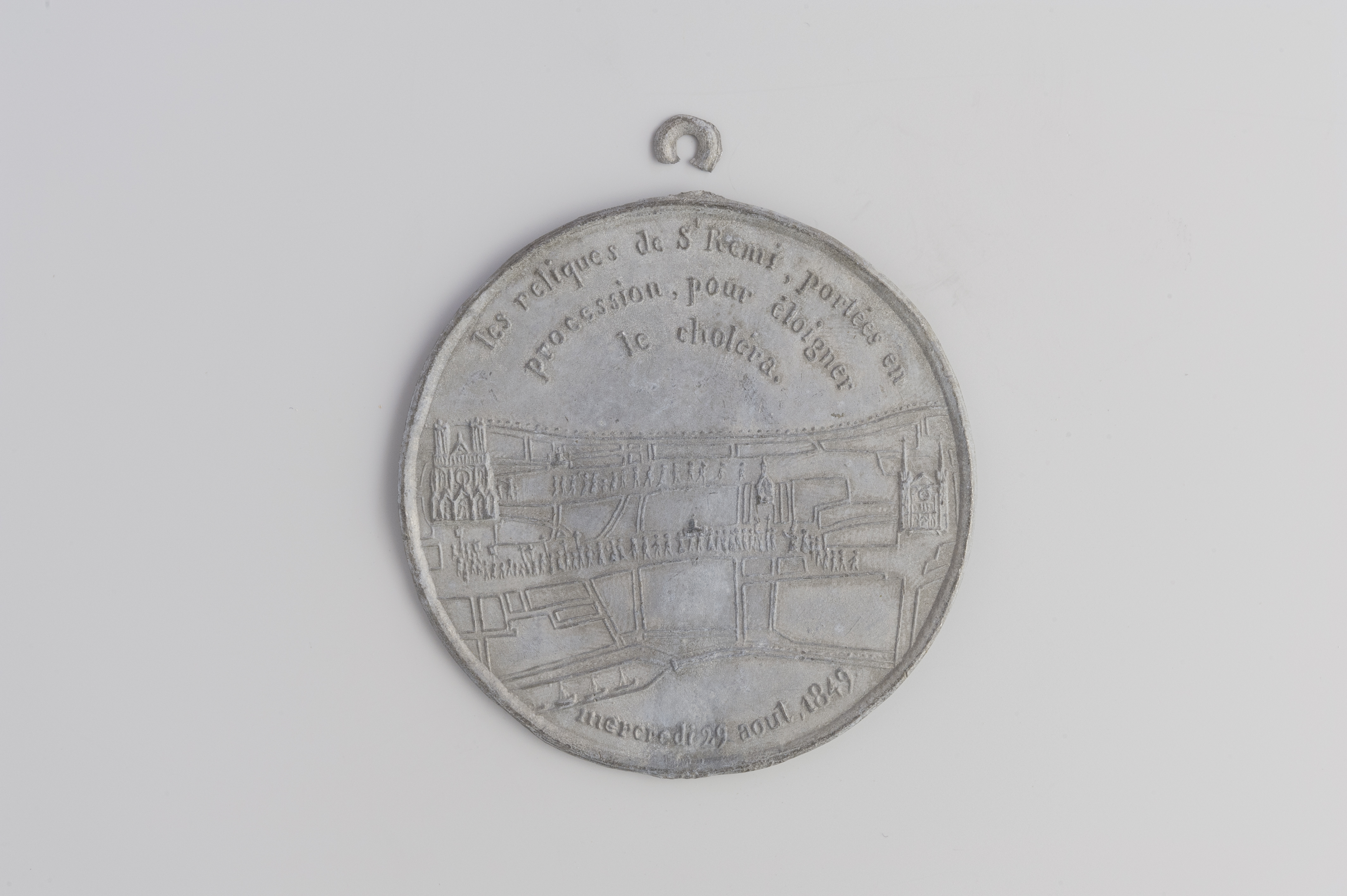
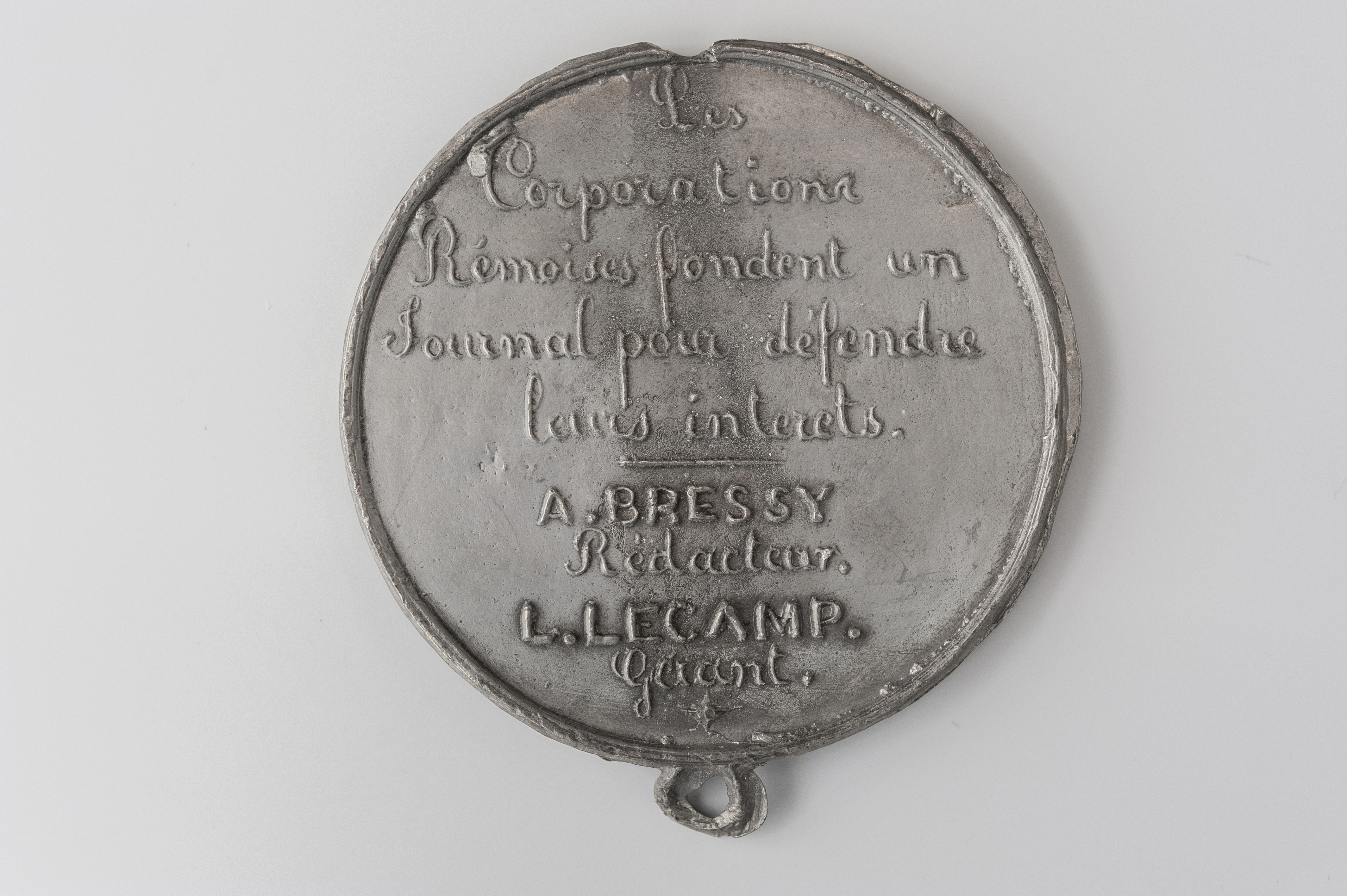

### Procession la châsse de saint Remi
La procession de la châsse de saint Remi dans l'enceinte de la basilique, est une tradition religieuse qui se déroule chaque année à Reims, le premier dimanche d'octobre (jour de la fête de saint Remi) après qu'elle a été exposée dans la basilique Saint-Remi neuf jours durant.
Historiquement, la procession partait de la basilique pour aller à la cathédrale Notre-Dame de Reims.

## Historique

### Première châsse (852)
En 852, une première châsse est réalisée en argent doré, sous la direction de l'archevêque Hincmar de Reims.
Elle sera utilisée pour conserver les reliques de saint Remi de 852 à 1650.

### Deuxième châsse (1654)
La deuxième châsse est réalisée en argent par l'orfèvre rémois Antoine Lespicier (1643-1793), aux frais de Dom Oudard Bourgeois, grand prieur de Saint-Remi, en 1654.
Elle conserve quelques éléments de la première châsse.
Elle sera fondue pendant la Révolution française en 1793.

### Troisième châsse (1795)
En 1795, une nouvelle châsse est réalisée en bois doré.

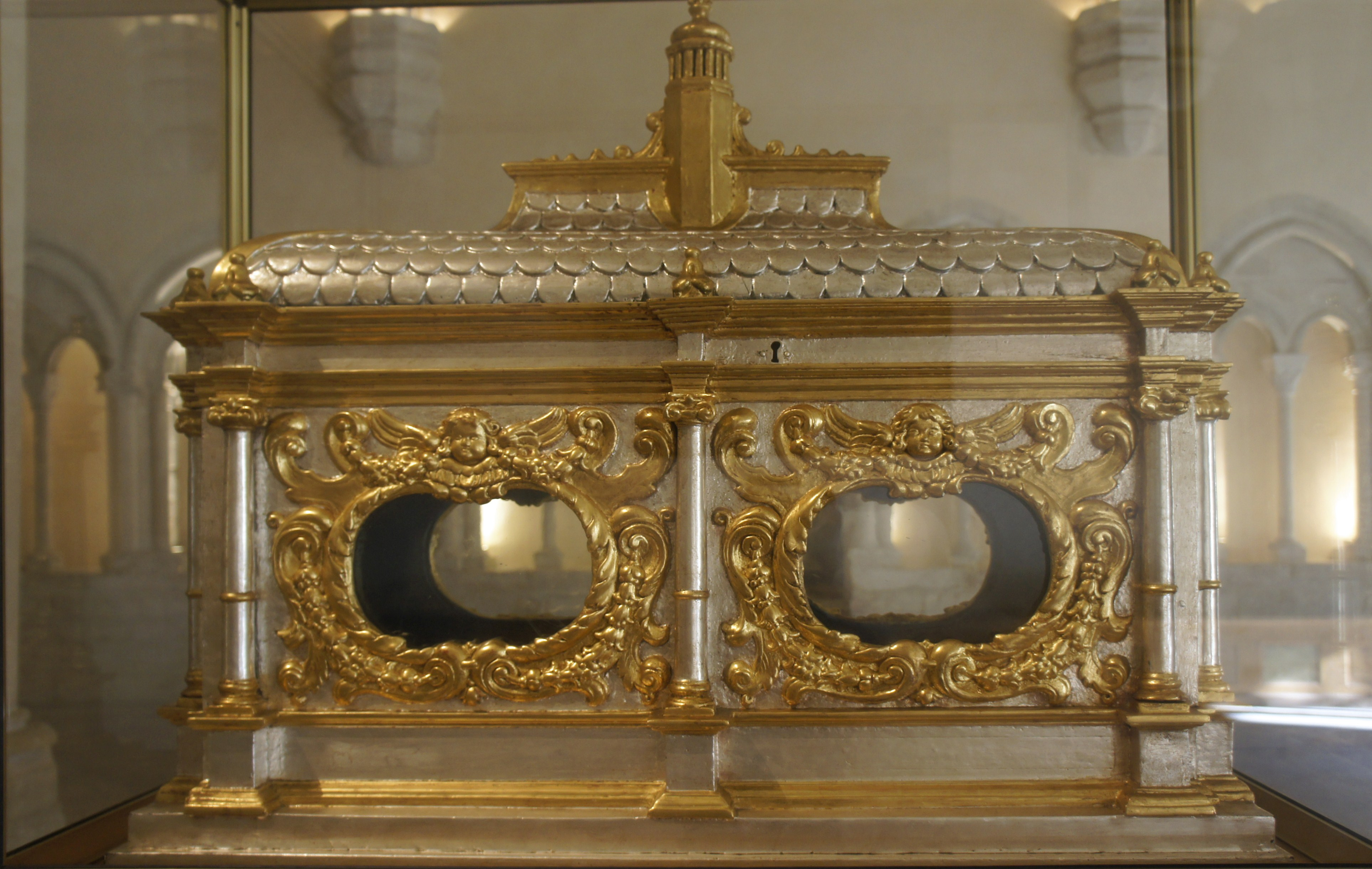

### Quatrième châsse (1811)
En 1811 une châsse en cuivre argenté est réalisée grâce aux dons d’un généreux rémois, Ludinard de Vauxelles.

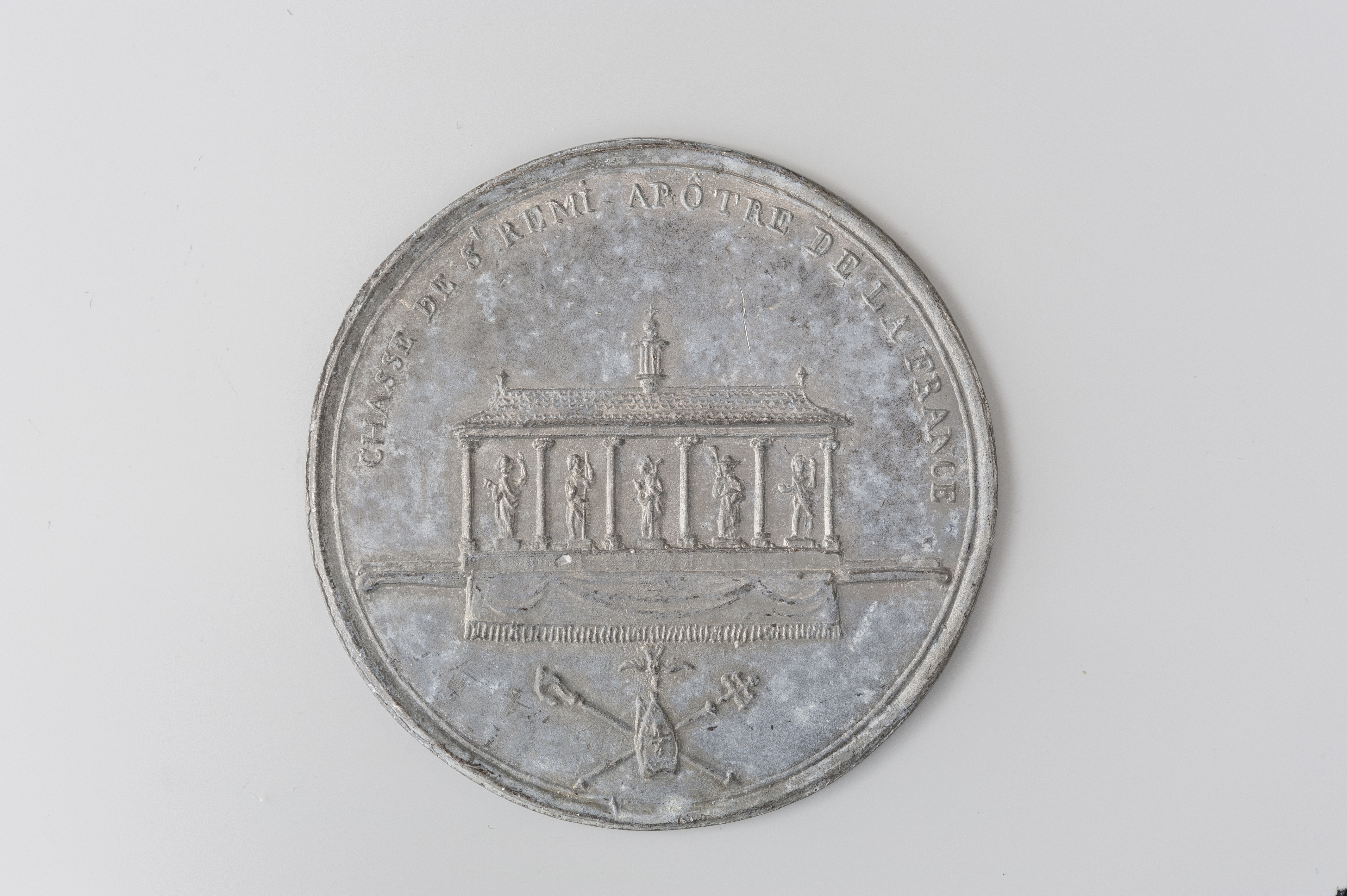
Médaille commémorative de la procession des reliques de saint Rémi avec quatrième châsse.
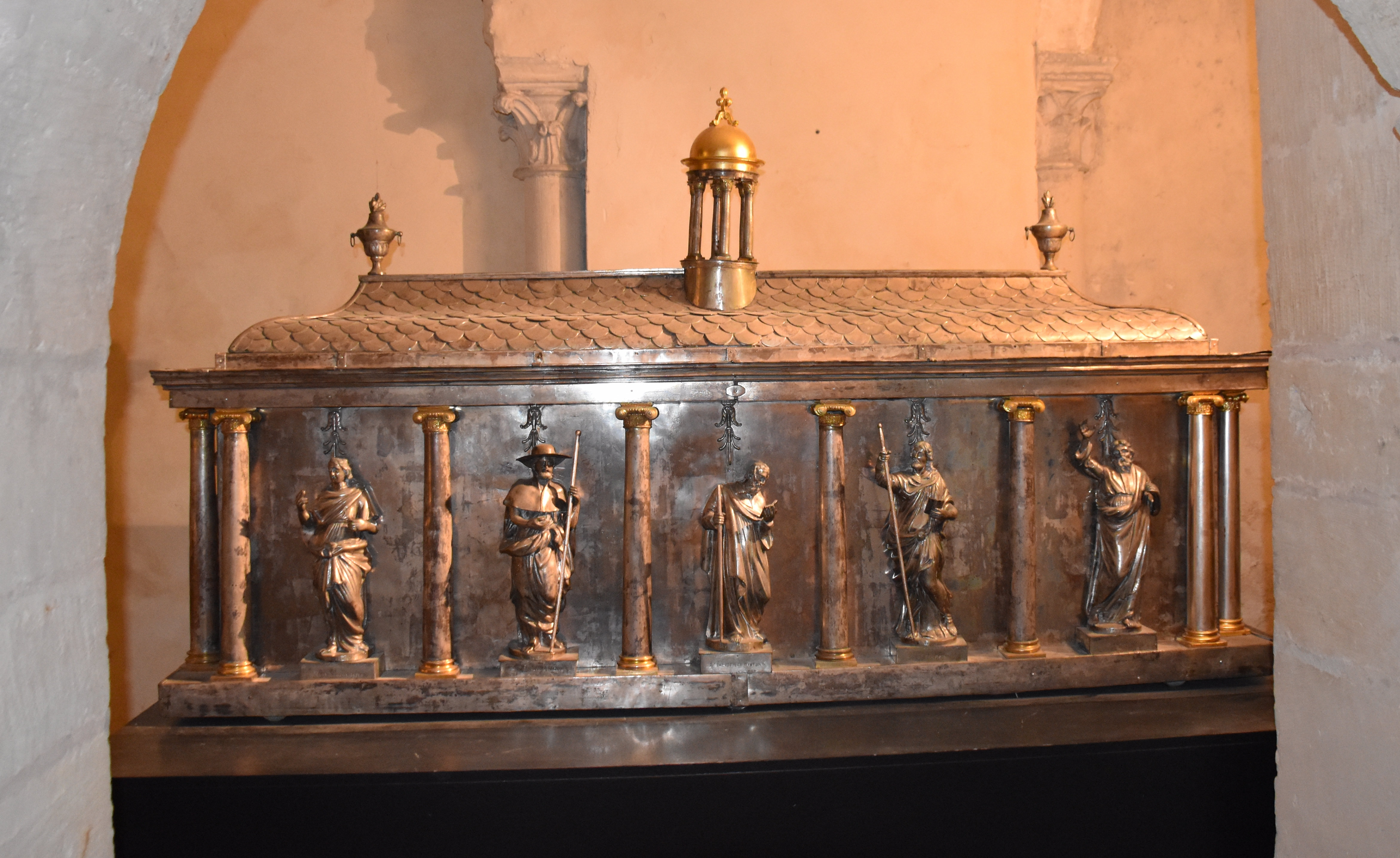
Quatrième châsse (1811).

### Cinquième et actuelle châsse (1896)
L’actuelle châsse a été réalisée par l'orfèvre Charles Wéry-Mennesson.
Les plaques émaillées sur l’ornent sont attribuées à Théophile Soyer. Les cartons préparatoires aux plaques ont été peintes par Émile Auguste Wéry.
La châsse est en bronze doré. 
Elle mesure environ 2 mètres de long et 1 mètre de haut.
Elle est réalisée avec deux niveaux et un toit à deux pans :
- Le premier niveau comporte des statues représentant, la Foi, l'Espérance, la Charité, la Justice et les douze apôtres avec Pierre et Paul sur la face avant visible depuis la grille.
- Le deuxième niveau reprend une série de douze plaques émaillées qui illustre la vie de saint Remi avec sur la face avant une scène représentant le baptême de Clovis par saint Remi.

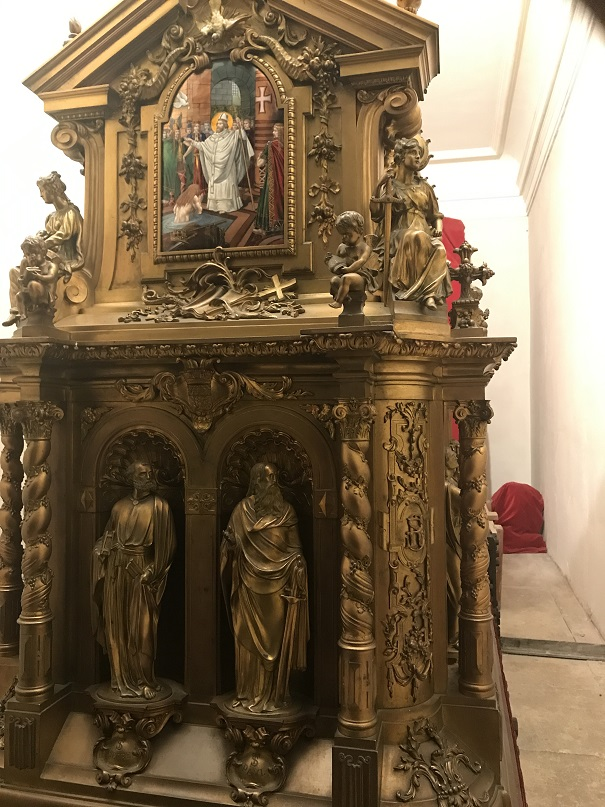
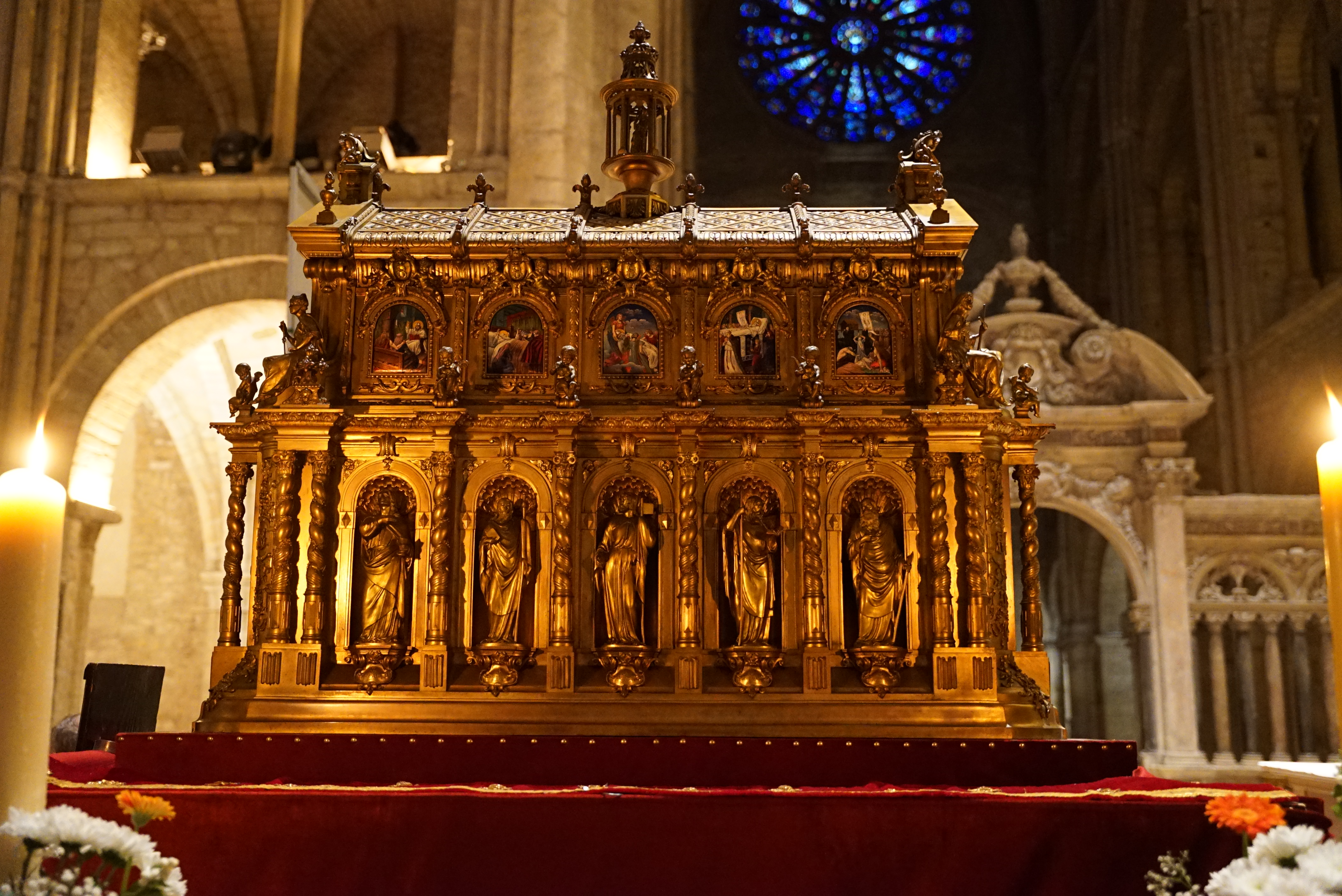
Châsse

## Galerie

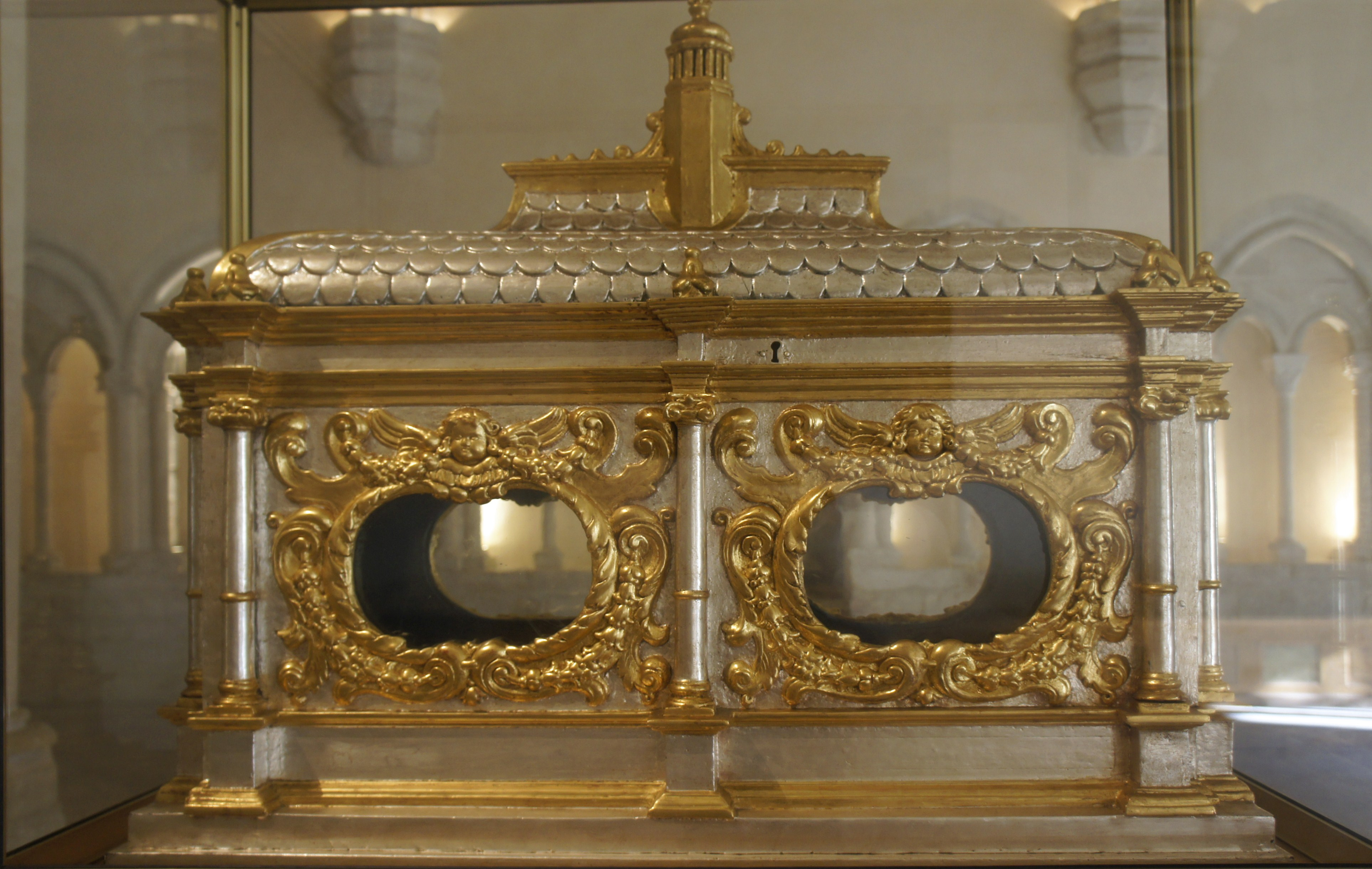
Chasse du XVIIe siècle contenant les reliques de saint Remy de 1803 à 1824
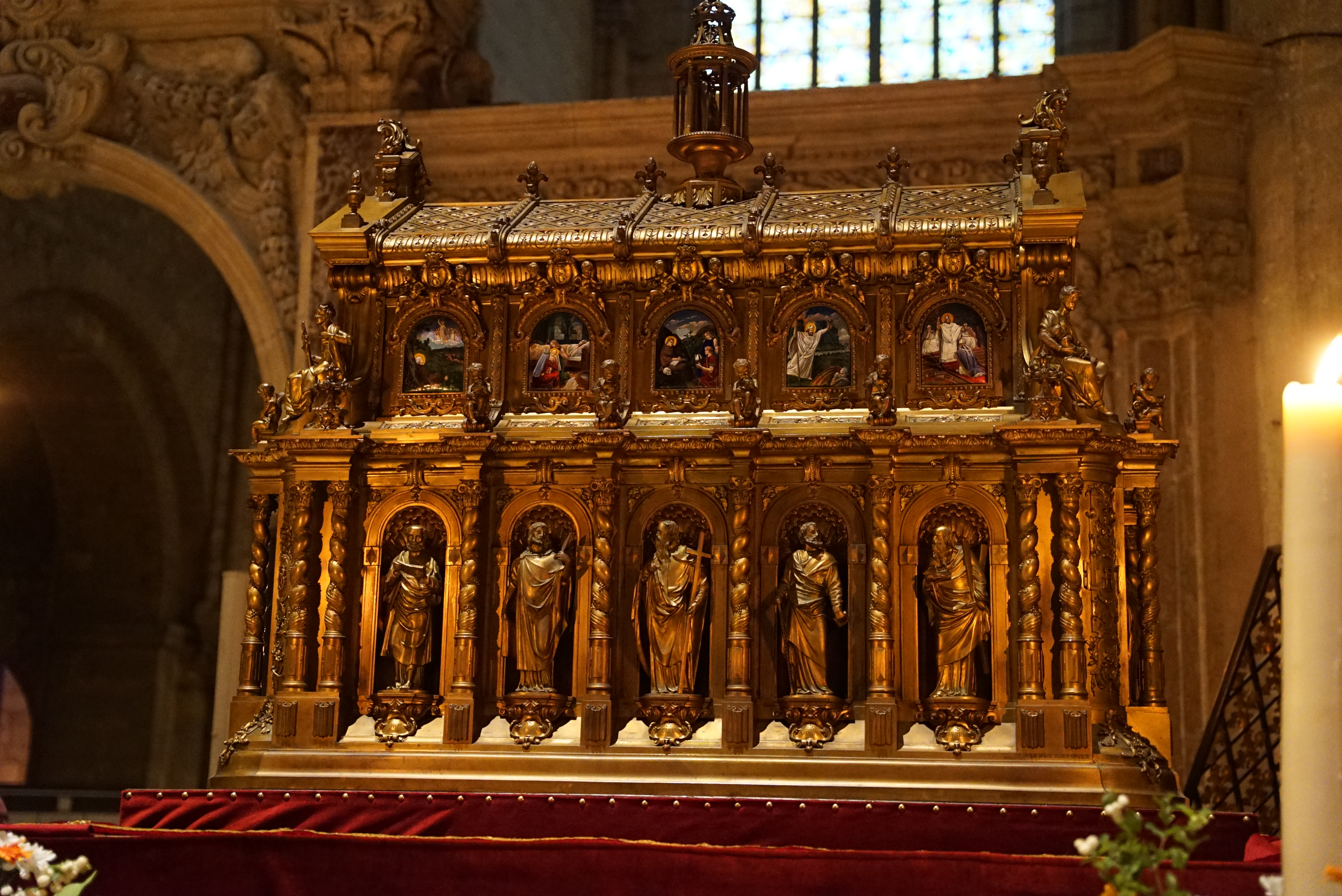
Châsse actuelle.